# Stalobelus regulus
Stalobelus regulus är en insektsart som beskrevs av Capener 1972. Stalobelus regulus ingår i släktet Stalobelus och familjen hornstritar. Inga underarter finns listade i Catalogue of Life.